# Чокекирао

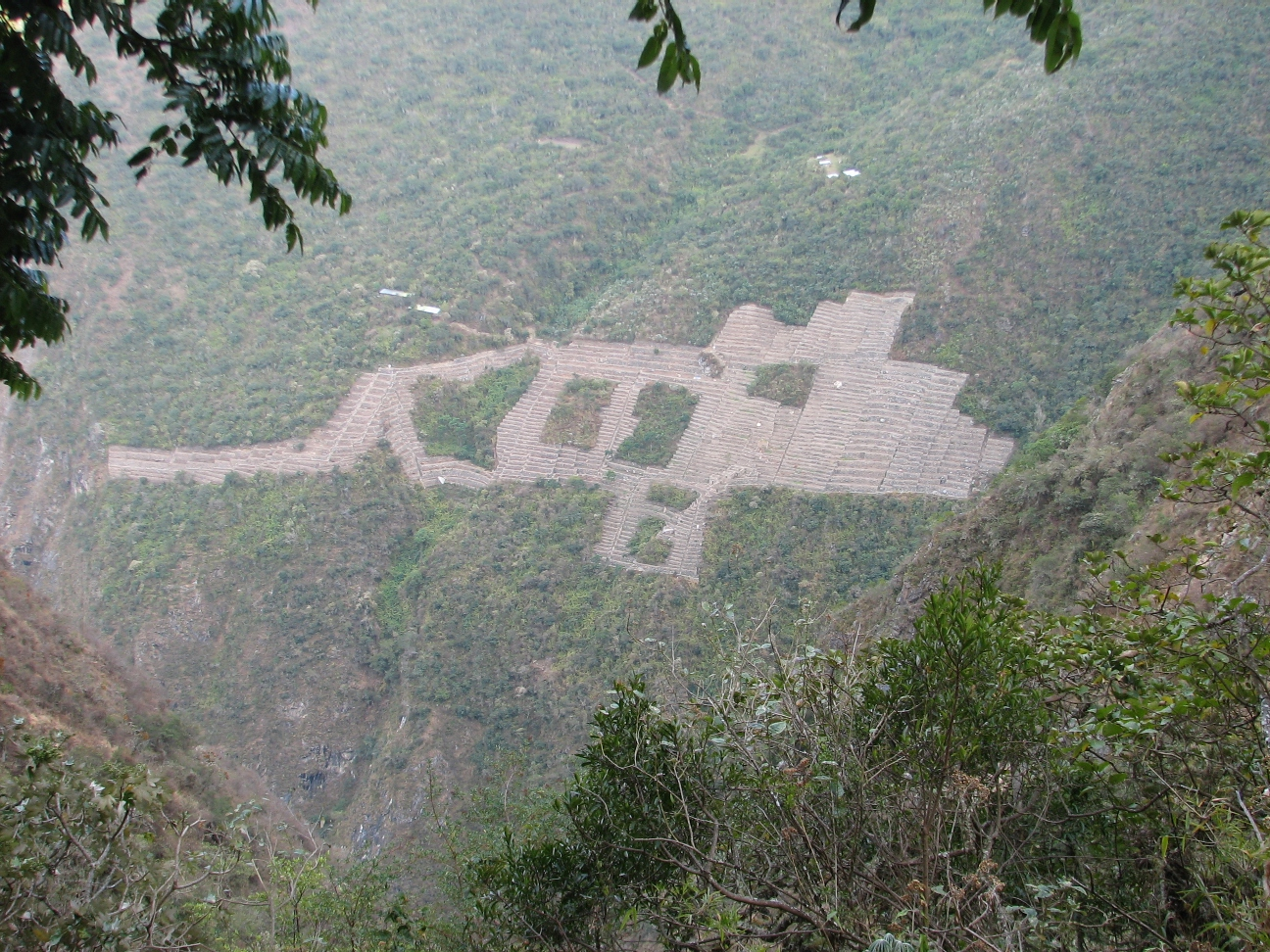
Террасы в Чокекирао

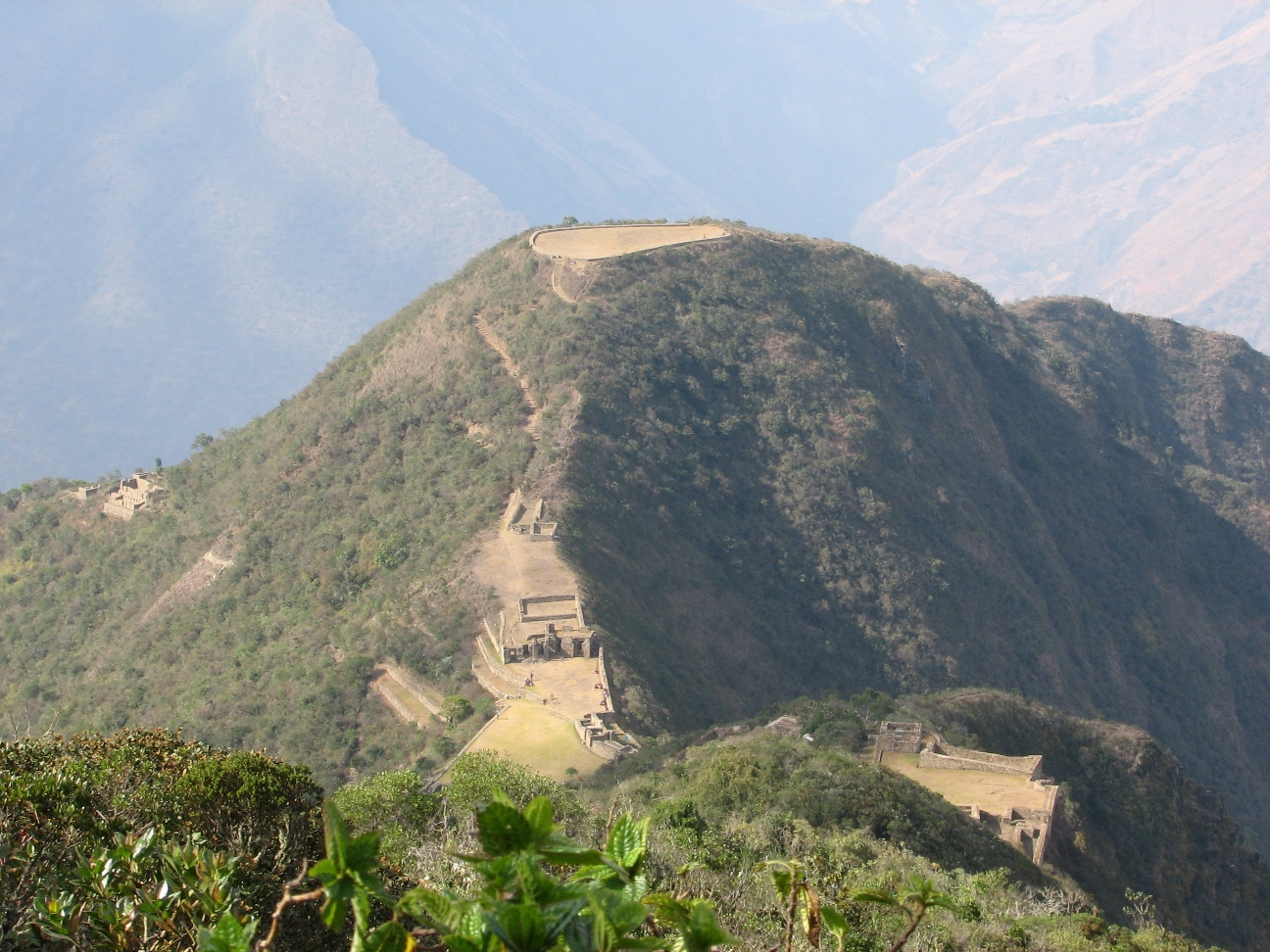
Холм с усечённой вершиной в Чокекирао

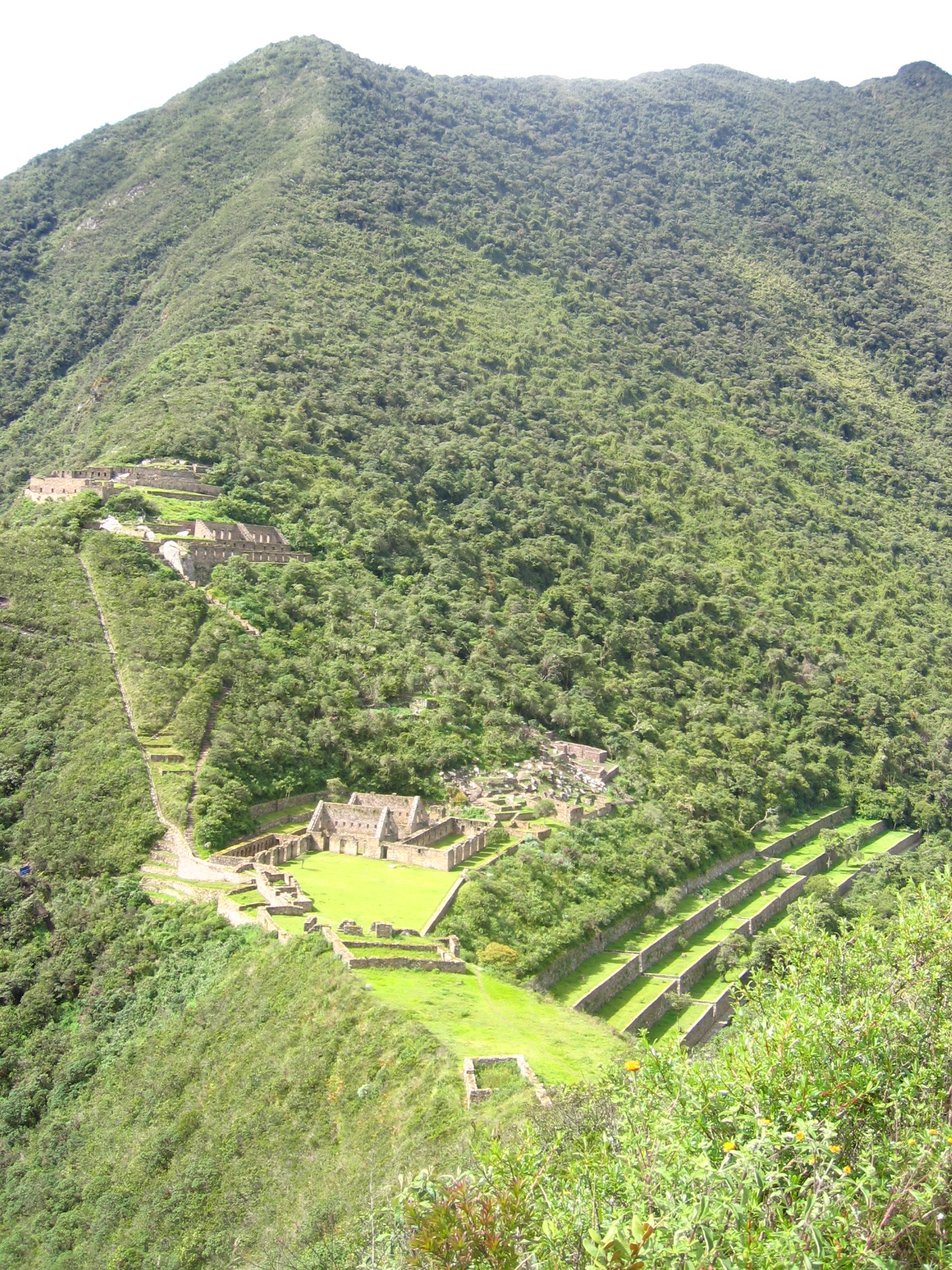
Основные сооружения Чокекирао

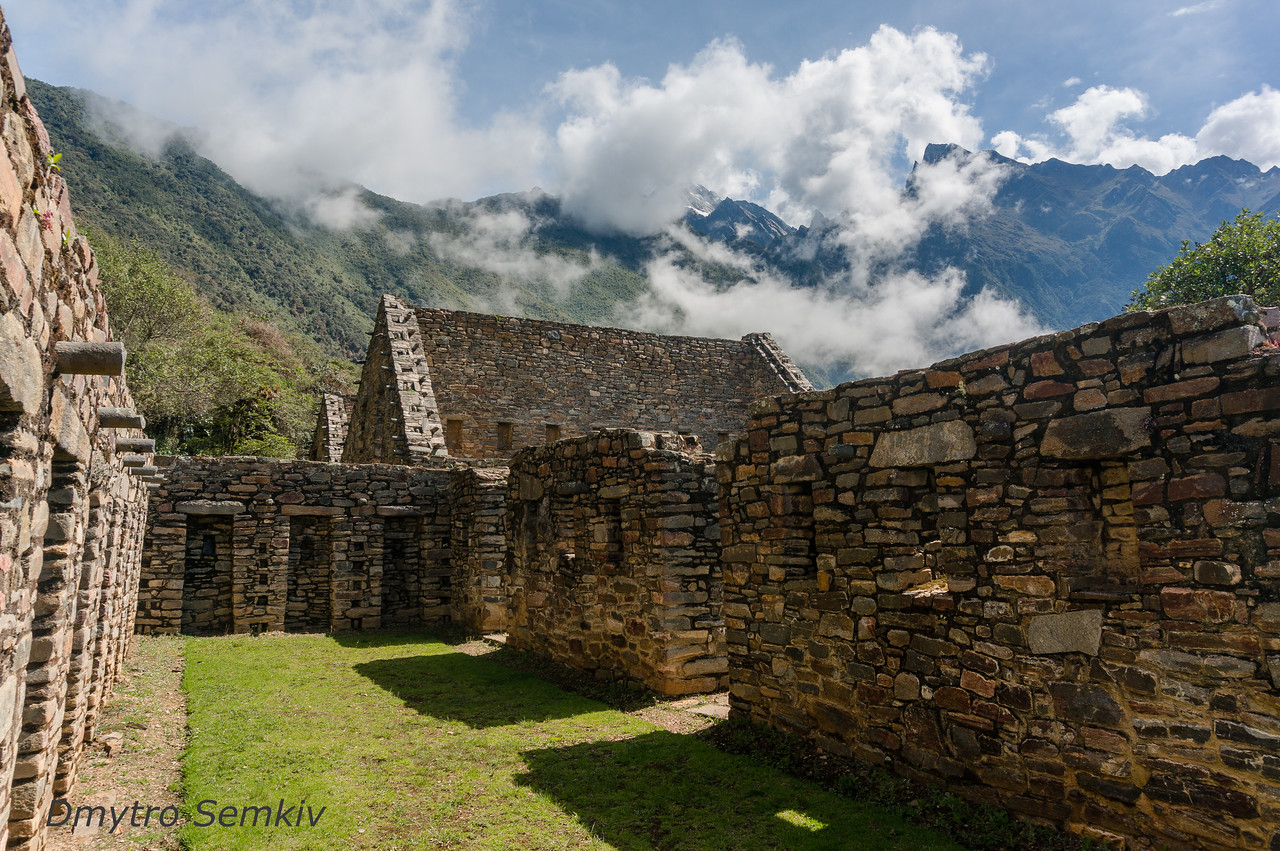

Чокекирао (Золотая Колыбель) (исп. Choquequirao, из аймара: choqe, «золото», и k'iraw, «детская кроватка») — частично раскопанные руины города Инкской империи на юге Перу. По архитектуре и планировке разительно напоминает Мачу-Пикчу и в литературе именуется его «сестрой». Чокекирао хуже изучен и реже посещается туристами. В отличие от Мачу-Пикчу, до Чокекирао невозможно добраться на поезде или автобусе. Единственная доступная дорога представляет собой 2-дневный пеший переход по горам из поселка Качора, есть альтернативный пеший путь через поселок Уаникапа (до поселков проще добраться из города Абанкай) неподалёку от регионального центра Куско.
Находится на высоте 3085 м над уровнем моря на горном хребте Салкантай в провинции Ла-Конвенсьон в регионе Куско над долиной реки Апуримак. Весь комплекс занимает 1800 гектаров, из которых раскопано лишь 30-40 %.

## История
Город, скорее всего, был построен в годы правления Пачакути Инки Юпанки. После вторжения конкистадоров город служил аванпостом, охранявшим вход на территорию Вилькабамба, куда бежал Великий Инка Манко Инка Юпанки.

## Планировка
Типичные террасы инков являются самыми крупными сооружениями города. Храм, несколько административных зданий и жилые кварталы знати расположены вокруг центральной площади. На окраинах расположены жилые кварталы простолюдинов, образующие вместе небольшую деревню. Имеются многочисленные каналы для воды, акведуки и водные источники. Большинство зданий хорошо сохранились, реставрация некоторых зданий продолжается.

## Открытие
Как пишет Итан Тодрас-Уайтхилл из «Нью-Йорк Таймс», первым после инков Чокекирао посетил путешественник Хуан Ариас Диас в 1710 г. Первое письменное сообщение в 1768 г. составил Косме Буэно, однако длительное время его игнорировали. В 1834 Эухене де Сантигес вновь открыл город. В 1837 Леонсе Агранд впервые нанёс город на карту, однако его карты были вскоре забыты. Место привлекло к себе внимание после того, как в 1909 г. его посетил Хайрам Бингем, открыватель Мачу-Пикчу, который увидели лётчики с самолёта. Первые раскопки начались в 1970-е гг.

## Примечания

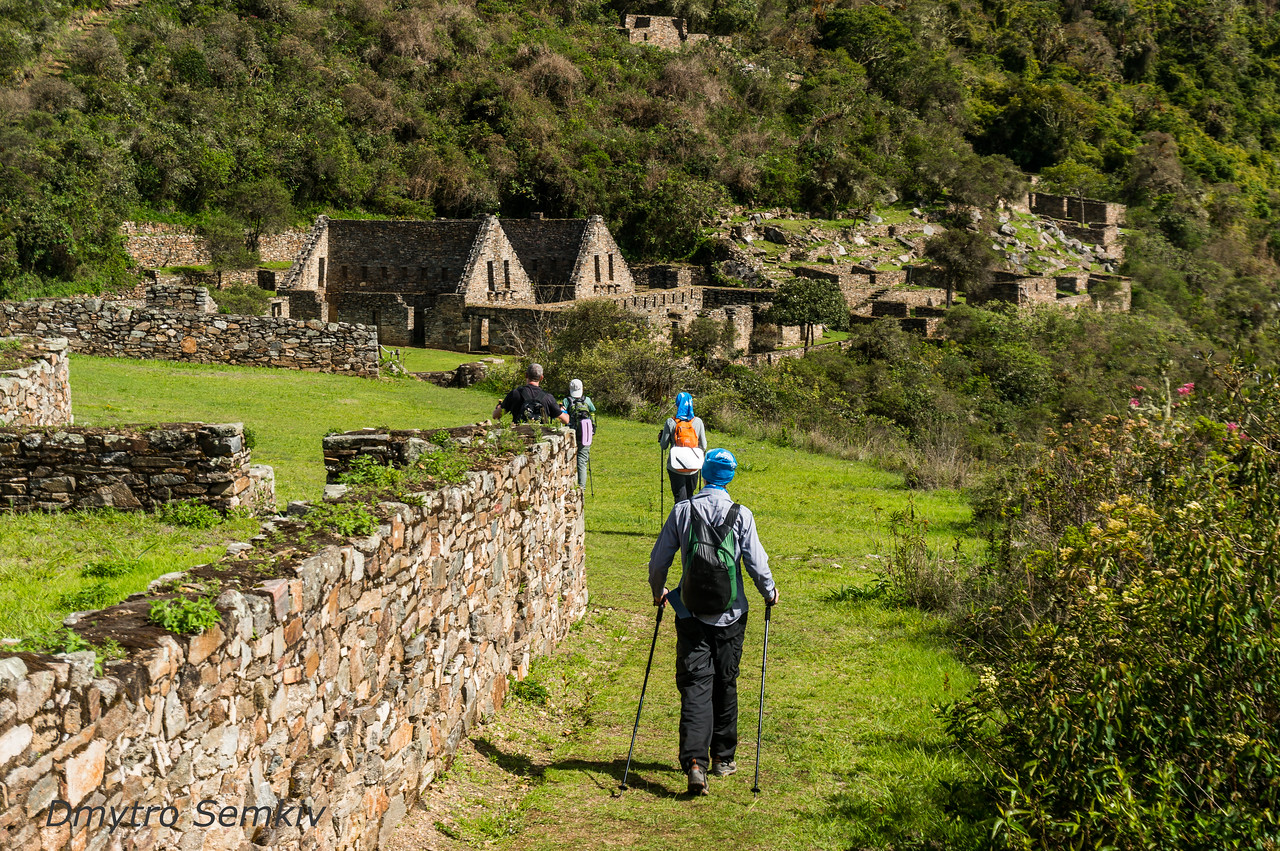